# Oehler-System
Das Oehler-System (oder deutsches System) ist ein Griffsystem für Klarinetten, das von dem deutschen Klarinettisten und Holzblasinstrumentenbauer Oskar Oehler durch Verbesserungen vorangegangener Entwicklungen perfektioniert und 1905 erstmals als Ganzes vorgestellt wurde und für das er ein Gebrauchsmuster erhielt.

## Entstehung
Die Entstehung geht zurück auf die 1809 von Iwan-Müller vorgestellte Klarinette. 1852 übertrug der Franzose François Joseph Gysens das 1808 von Rev. Fred. Nolan erfundene Ringklappensystem, das der deutsche Flötenbauer Theobald Boehm in den 1830er Jahren auf die Querflöte übertragen hatte, auf die Müller-Klarinette und erhielt dafür das französische Patent Nr. 1BB13864. Bei diesem Klappensystem umgeben Ringe die Tonlöcher so, dass, wenn ein Finger das Tonloch bedeckt, er auch einen Metallring nach unten drückt, der mit der Oberseite des Lochs bündig ist. An dem Ring kann sich eine kleine Resonanzklappe befinden. Der Ring wiederum sitzt auf einer Achse, an der weitere Ringe montiert sind, die sich dann ebenfalls schließen und die auch über Resonanzklappen verfügen können, die mit geschlossen werden. Die auf einer Achse montierten Ringe nennt man auch Brille.
Um 1860 setzen der Klarinettist Carl Baermann und der Instrumentenbauer Georg Ottensteiner gemeinsam diese Entwicklung fort und es entstand die patentierte Baermann/Ottensteiner-Klarinette. Der auffälligste Unterschied zu der Gysens-Klarinette liegt in den Rollen zwischen den für die beiden kleinen Finger vorgesehenen Klappen am Unterstück. Diese Klarinette wurde von 1860 bis etwa 1910 verwendet, auch von dem Klarinettisten Richard Mühlfeld, dem Widmungsträger von Brahms’ Klarinettenstücken (Trio für Klarinette, Violoncello und Klavier in a-Moll op. 114, Klarinettenquintett (Brahms) op. 115 und Zwei Sonaten für Klarinette und Klavier, in f-Moll und Es-Dur, op. 120).  Anfang des 20. Jahrhunderts erweiterte und verbesserte der deutsche Klarinettist und Klarinettenbauer diese Klarinette einerseits mit dem Ziel, akustische Mängel zu beheben, z. B. durch Resonanzklappen, und andererseits dem Klarinettisten durch Redundanzen ein einfacheres Spielen bestimmter Tonfolgen zu ermöglichen, insbesondere durch Gabelgriffe für das zweigestrichene F und B und das dreigestrichene C, aber auch durch einen abschaltbaren H'/Cis"-Triller-Mechanismus (im unteren Register E/Fis) und zusätzliche Heber für Es" (im unteren Register As) und F" (im unteren Register B). Die später vollendete Form der von Oskar Oehler entworfenen Klarinette ist eine Klarinette mit 22 Klappen, 5 Ringen, davon drei mit Resonanzklappen, und einem blinden Deckel für den rechten Zeigefinger, unter dem sich kein Tonloch befindet, durch den aber neben einer Resonanzklappe zwei Klappen an der rechten Seite des Unterstücks betätigt werden. Weitere Merkmale sind eine geteilte C-Klappe (im unteren Register F), eine Verbesserung für das dreigestrichene E und eine Mechanik, die ein offenes Greifen des dreigestrichenen Cis ermöglicht, auch Duodezimverbindung genannt. Oehler selbst bezeichnete sein Modell noch 1917 als verbesserte Ottensteiner Klarinette. Die gängigen Spitzenklarinetten für professionelle Klarinettisten verfügen in aller Regel darüber hinaus über eine Bechermechanik zur Verbesserung der Intonation von tief E und F und werden mitunter als „Volloehler“-Klarinetten bezeichnet, obwohl die Bechermechanik nicht von Oehler stammt.
Auf der anderen Seite gibt es Klarinetten mit einer gegenüber der Öhler-Klarinette vereinfachten Mechanik, bei der zunächst der blinde Deckel mit seinen beiden Seitenklappen durch ein normales Tonloch mit Ring ersetzt ist (deutsche Standardklarinette). Außerdem können die Heber für Es" und F" (oder einer davon) fehlen und bei den billigsten Modellen zusätzlich die Ringe um das untere Tonloch am Oberstück und das obere Tonloch am Unterstück (Anfängermodell).
| - Entwicklung der Klarinette deutschen Systems - Iwan-Müller-Klarinette mit 13 Klappen, 1809 - Weiterentwicklung von F. J. Gysens 1852 durch Übernahme des boehmschen Ringklappensystems - Weiterentwicklung von Baermann und Ottensteiner, um 1860 - Vollendung durch Oskar Oehler, 1905 - Oehler-Klarinette mit später hinzu gekommener Bechermechanik zur Verbesserung von tief E und F „Volloehler“ - Deutsche Standardklarinette ohne Deckel und Bechermechanik - Zum Vergleich: Standard Böhm-Klarinette mit 17 Klappen und 6 Ringen, 1843 |

## Das Oehler-System im Vergleich mit dem Böhm-System

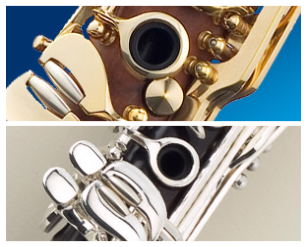
Klappen mit Röllchen im Oehler-System und im Reform-Boehm-System (Seggelke Klarinette)

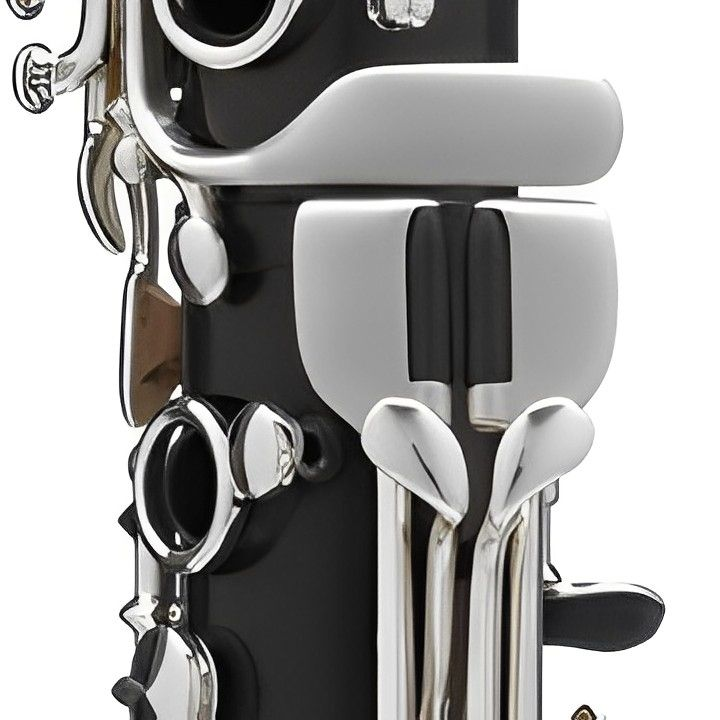
F- und Es-Heber (Gerold-Klarinette)

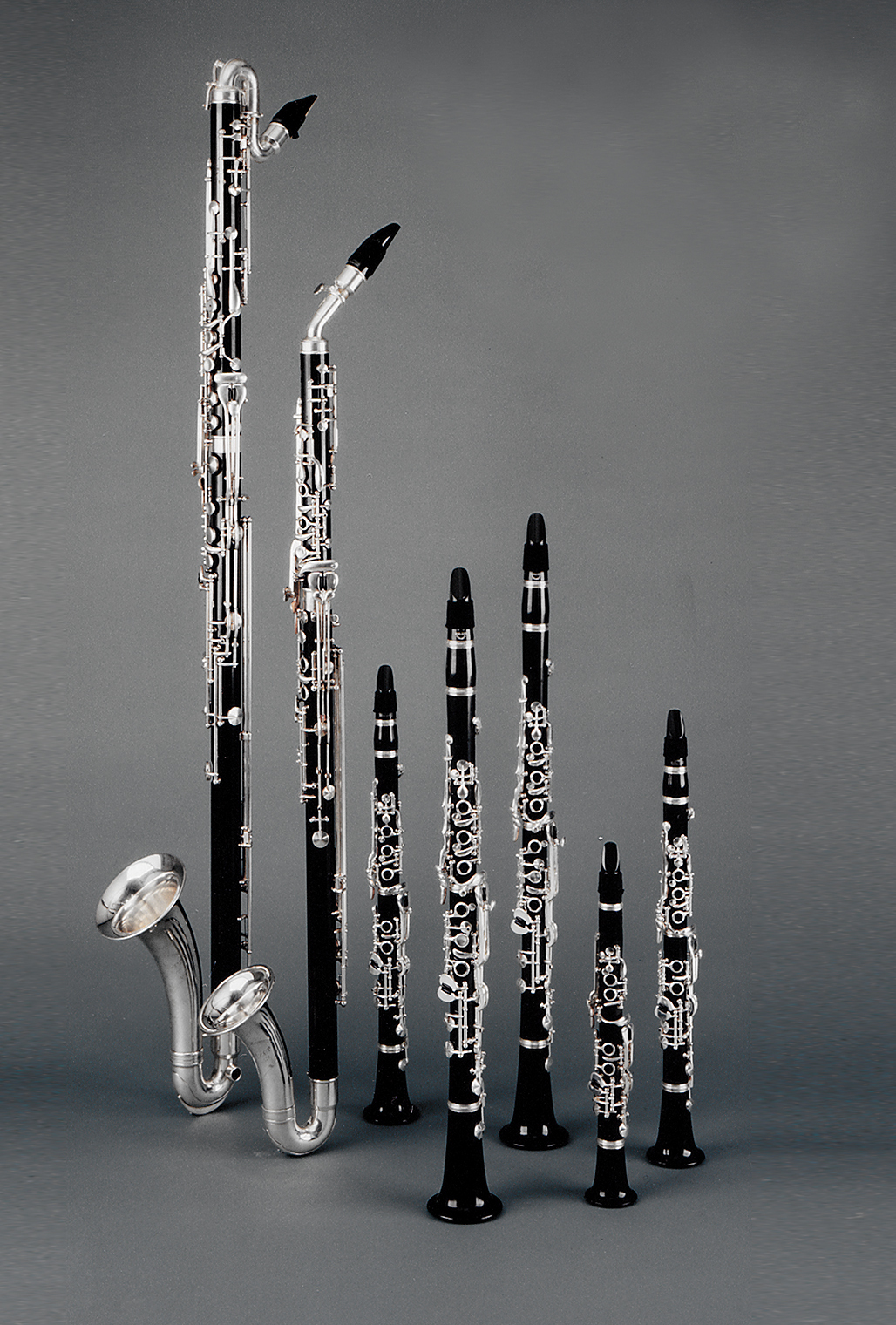
Klarinetten Oehler-System: Bassklarinette, Bassetthorn, Klarinetten in D, B, A, kleine Klarinetten in hoch G und Es und eine Bassettklarinette in A

Das Böhm-System (oder französische System) ist ein Griffsystem für Klarinetten, das zwischen 1839 und 1843 von dem Klarinettisten Hyacinthe Klosé und dem Instrumentenbauer Louis Auguste Buffet entwickelt wurde. Auch sie übertrugen ohne Mitwirkung von Theobald Boehm dessen Ring- und Achsklappensystem auf die Klarinette. Sie nahmen jedoch noch wesentliche weitere Änderungen an der zu dieser Zeit weltweit verbreiteten Müller-Klarinette vor, so dass eine völlig neue Klarinette entstand, die sie Boehm-Klarinette nannten. Nach Entstehung des Oehler-Systems 1905, das bald auch als deutsches System bezeichnet wurde, wurde das Böhm-System auch französisches System genannt.
Die beiden Klarinettentypen unterscheiden sich zunächst durch die Mechanik (siehe Abbildung). Die Standard-Böhmklarinette verfügt nur über 17 Klappen und eine Brille mit 2 Ringen am Oberstück und eine mit drei Ringen am Unterstück und zusätzlich einen Ring um das Tonloch für den rechten Daumen an der Unterseite des Oberstücks. Besonders charakteristisch ist dabei die neue redundante Klappentechnik am Unterstück für die beiden kleinen Finger mit vier Klappen für den rechten und drei für den linken Finger gegenüber je zwei Klappen an der Oehler-Klarinette und ohne Redundanz und auf der linken Seite zwei kleinen Es- und F-Hebern mit Redundanz. Auffällig ist dabei auch das deutsche Rollensystem, das ein Gleiten von einer Klappe zur anderen erleichtert. Mit dem linken kleinen Finger rutscht man in der tiefen Lage zwischen E und Fis bzw. der mittleren Lage zwischen H und Cis und mit dem rechten kleinen Finger zwischen F und Gis bzw. C und Es.
Die Mechaniken beider Systeme weisen auch Mängel auf, und zwar unterschiedliche, mit der Folge, dass bestimmte Tonfolgen auf der einen Klarinette schwieriger zu spielen sind als auf der anderen. Daher ist es denkbar, dass eine vollständig auf die Möglichkeiten der einen Klarinette abgestellte Komposition auf der anderen nicht spielbar ist.
Ein weiterer Unterschied betrifft die Innenbohrung. Die Oberstücke beider Klarinetten sind in der Regel zylindrisch gebohrt, die Unterstücke konisch. Die Differenz des Innendurchmessers am oberen und am unteren Ende des Unterstücks beträgt bei der Oehler-Klarinette etwa 2 mm und bei der Böhm-Klarinette etwa 7 mm (bei der Reform-Böhmklarinette etwa 4 mm). Die Art der Innenbohrung ist ein bestimmendes Element für den Klang der Klarinette.
Beim Böhm-System sind die Tonlöcher tendenziell bei kürzerer Luftsäule kleiner und bei längerer Luftsäule größer, d. h., das Verhältnis zwischen Luftsäulenlänge und Tonlochdurchmesser ist annähernd gleichbleibend. Das führt zu einem hohen Maß an Gleichmäßigkeit des Klangs der einzelnen Register. Bei der deutschen Klarinette wechselt aufgrund eines geringeren Unterschieds des Durchmessers der einzelnen Tonlöcher dieses Verhältnis von Register zu Register; das führt zu eigenständigen Charakteristiken im Klang der einzelnen Lagen und  damit zu mehr Farbigkeit und des Weiteren zu deutlichen Klangunterschieden zwischen Klarinetten verschiedener Stimmung. Würden z. B. eine Böhmklarinette in Es, eine in B und eine Bassklarinette aufeinander folgende Tonleitern spielen vom höchsten Ton der Es-Klarinette bis zum tiefsten Ton der Bassklarinette, könnte man den Eindruck haben, als würde nur ein Instrument spielen, während man bei Verwendung deutscher Klarinetten genau hören würde, wann die nächste Klarinette das Spiel übernimmt.
Unterschiede bestehen auch beim Gewicht, die Böhm-Klarinette ist leichter, weil die Wände des Korpus dünner gehalten sind und die Mechanik sparsamer. Gegenüber den zumeist handwerklich gefertigten deutschen Klarinetten erscheint die Böhmklarinette weniger solide. Der seinerzeit berühmte amerikanische Klarinettist Jack Brymer (1915–2003), der selbst Böhm spielte, äußert sich in seinem 1984 erschienenen Buch „Die Klarinette“ wie folgt:
In der Oehler-Klarinette „steckt die Arbeit vieler Jahre, in deren Verlauf Oehler die Lage und Form fast jeder Klappe veränderte und ausgezeichnete Mechaniken (zum Beispiel H-Cis-Triller, Gabel-F-Mechanismus) und Korrekturklappen entwickelte. Im Mechanismus sind seine akustisch hervorragenden Instrumente in mancher Hinsicht komplizierter als die Klosé-Klarinette. Aber das Oehlersche Model ist grundsoldide, die handwerkliche Durchgestaltung meisterlich und das ganze Konzept außerordentlich durchdacht …“
Die Herstellungsmethoden für die deutschen Profinstrumente blieben weitgehend handwerklich und die Wartezeiten können bei renommierten Manufakturen mehrere Jahre betragen (Herbert Wurlitzer, Schwenk & Seggelke, Leitner & Kraus), wenn auch durch Einführung moderner Fertigungsmethoden eine Verkürzung eingetreten ist. Auf eine Klarinette überragender Qualität von den kleinsten Herstellern Johanna Kronthaler mit vier Mitarbeiterinnen und der österreichischen Ein-Mann-Edelschmiede Gerold-Klarinetten muss man gleichwohl auch bei Bestellungen im Jahr 2022 fünf bis sechs Jahre warten. Daniel Ottensamer und Andreas Ottensamer z. B., Soloklarinettisten der Wiener bzw. Berliner Philharmoniker, die auch als Solisten international auftreten, besitzen solche Instrumente. Und der Klarinettist Florian Schüle begeisterte mit seiner Kronthaler-Replika einer historischen Bassettklarinette in B in gestreckter Bauweise das Opernpublikum 2017 und 2018 in Salzburg und Amsterdam, als er mit der französischen Sängerin Marianne Crebassa auf der Bühne interagierend in Mozarts Clemenza di Tito die Arie Parto, parto, ma tu ben mio völlig neu interpretierten. Derartige Instrumente haben ihren Preis, aber gibt man auch nie wieder her. Demgegenüber sind die Preise für rein industriell und in Großserie gefertigte Standardklarinetten des deutschen Systems nicht höher als die für entsprechende Böhmklarinetten.
In der Praxis ist die bis tief C gehende Bassklarinette in B das tiefste Instrument im Oehler-System. Kontraalt-, Subkontraalt- und Subkontrabassklarinetten wurden, soweit ersichtlich, im Oehler-System noch nicht hergestellt, wohl aber von Fritz Wurlitzer Prototypen einer Bassklarinette in A und einer Kontrabassklarinette in B.
Eine Grifftabelle für das Oehler-System befindet sich unter der in der Fußnote angegebenen Referenz.

## Klang und Oehler-System
Die andere Innenbohrung der Böhmklarinette sowie andere Mundstücke und Blätter im Vergleich zu der Klarinette von Iwan Müller führten dazu, dass der charakteristische Klang der Klarinette verlorenging, der Mozart so sehr fasziniert hatte. Richard Strauss sprach nach Dirigaten in Frankreich von den näselnden französischen Klarinetten. Nach Weiterentwicklung der Bohrtechniken wird heute der Klang der deutschen Klarinette als rein, sonor und warm und der der französischen als schärfer, obertonreicher und flexibler beschrieben. Klarinetten mit deutscher Bohrung sind vom Klang her eher für klassische Musik, mit typisch französischer eher für Jazz und Pop-Musik geeignet. Wie eine Klarinette im Einzelfall tatsächlich klingt, ist aber nicht nur von der Bauart abhängig, sondern in starkem Maße auch von der Klangvorstellung des Spielers und seinem Können, diese Vorstellung zu realisieren.

## Verbreitung
Oskar Oehler hatte drei Schüler: Friedrich Arthur Uebel, Ludwig Warschewski und K. F. Todt. Uebel und Todt wurden zu bedeutenden Klarinettenherstellern in Deutschland, während Warschewski nach Stockholm zog und Soloklarinettist des Stockholmer Philharmonischen Orchesters wurde. Warschewski kaufte fortan halbfertige Uebel-Klarinetten zurück und überarbeitete deren Bohrung und Mechanik. Seine Klarinetten wurden von berühmten Klarinettisten wie Dieter Klöcker gespielt. Karl Leister hatte Uebel-Klarinetten, als er zu den Berliner Philharmonikern ging. Später wechselte er zu den vor den 1970er Jahren hergestellten Herbert-Wurlitzer-Klarinetten, die den Uebel-Klarinetten sehr ähnlich waren, aber durch die breitere Bohrung eine bessere Intonation ermöglichten. Nach den 1970er Jahren nahm Wurlitzer einige Änderungen an ihrem Design vor. Wurlitzer-Klarinetten werden heute in der überwiegenden Mehrheit der deutschen Orchester verwendet. Sie sind sehr teuer, aber einige ehemalige Mitarbeiter von Wurlitzer, die sich selbständig gemacht haben, stellen ähnliche Klarinetten zu günstigeren Preisen her, z. B. Leitner und Kraus und Dietz Klarinettenbau.
Außerhalb Deutschlands und Österreichs werden heute fast ausschließlich Klarinetten mit Boehm-System verwendet. Auch in Osteuropa war das Oehler-System bis Mitte des 20. Jahrhunderts weit verbreitet, wurde aber in der zweiten Hälfte des 20. Jahrhunderts weitgehend durch das Boehm-System ersetzt. In den Niederlanden war das Reform-Böhm-System lange Zeit verbreitet; dennoch spielen beispielsweise die Soloklarinettisten des Royal Concertgebouw Orchestra und des Philharmonischen Orchesters Rotterdam seit 2017 klassische Böhm-Klarinetten. Der Schweizer Klarinettist Eduard Brunner ist einer der wenigen bekannten Klarinettisten in einem deutschen Spitzenorchester, die eine Böhm-Klarinette spielten.
Aus Gründen, die den Klang und die Intonation betreffen, andere meinen aus protektionistischen Gründen wird die Verwendung von Klarinetten mit Oehler-System in deutschen und österreichischen Orchestern weiterhin durchgesetzt (u. a. Wiener Philharmoniker, Berliner Philharmoniker).

## Entwicklung und Trend
Auf einem schrumpfenden Markt für Klarinetten des Oehler-Systems erweitern die deutschen Klarinettenbauer ihr Sortiment durch die Herstellung hochwertiger Böhm-Klarinetten und die Anpassung von Instrumenten für Solisten. Dieser Trend tendiert zu einer Vereinheitlichung der Klarinettenregister in Orchestern rund um die Welt und zu einem Verlust von Eigenheiten, wie man manchmal an der Entscheidung von Fagottisten für das deutsche Fagott auf Kosten des Französischen Fagotts beobachten kann.
Gleichzeitig verwenden einige Klarinettisten französische Cutaway-Mundstücke auf einer deutschen Klarinette, was zu einem dunklen, weichen Klang führt, während andere deutsche Cutaway-Mundstücke auf einer französischen Klarinette verwenden, um dem deutschen Klang näher zu kommen. Da auch die Breite der Öffnung, die Basis des Mundstücks, das Rohrblatt und vor allem der Klarinettist eine wichtige Rolle für das Klangergebnis spielen, ist es natürlich möglich, auf klassischen französischen Klarinetten einen dunklen Klang und auf deutschen Klarinetten einen helleren Klang zu erzeugen.

## Bibliografie
- Günther Dullat, Klarinetten: Grundzüge ihrer Entwicklung. Systeme. Modelle. Patente. Verwandte Instrumente. Biographische Skizzen ausgewählter Klarinettenbauer. Verlag: E. Bochinsky, 2001, Gesamtseiten 288
- Thomas Reil und Enrico Weller, Der Klarinettenbauer Oskar Oehler, Band=1, Sammlung Meisterleistungen deutscher Instrumentenbaukunst, Herausgeber: Verein der Freunde und Förderer des Musikinstrumenten-Museums Markneukirchen, 2008, Gesamtseiten 152